# Obernbreit

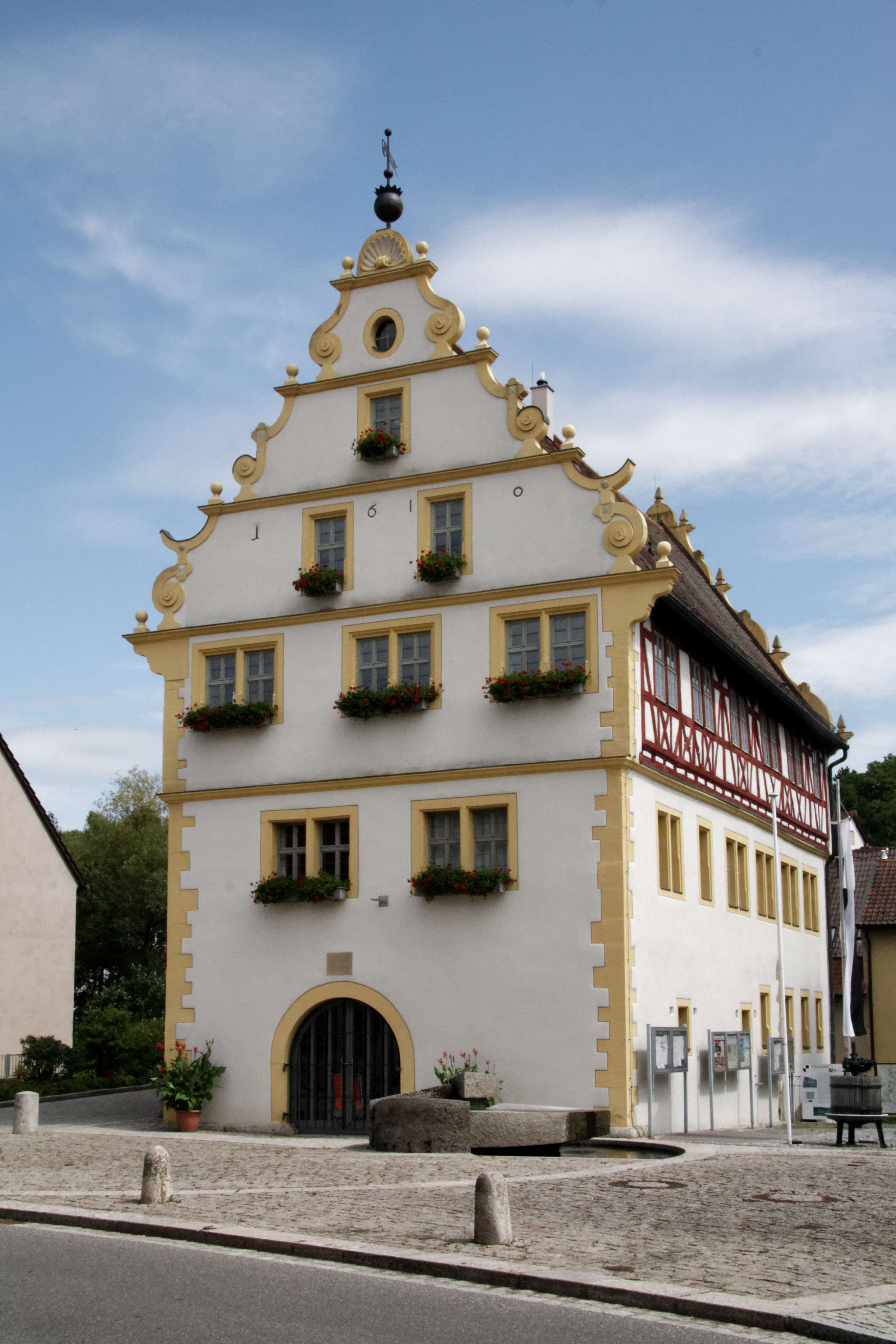
Obernbreit

Obernbreit este o comună-târg din districtul Kitzingen, regiunea administrativă Franconia Inferioară, landul Bavaria, Germania.